# Криминален филм
Криминалните филми са филмов жанр, при който централна роля в сюжета имат престъпници или престъпления. В тях могат да бъдат използвани различни стилистични подходи – от реалистично представяне на действителни персонажи до фантастични злодеяния на въображаеми свръхзлодеи.